# Postprandiale Hypoglykämie
Der Begriff postprandiale Hypoglykämie (lateinisch post ‚nach‘ und lat. prandium ‚Mahlzeit‘ und altgriechisch ὑπό hypo, deutsch ‚unter‘ und altgriech. γλυκύς glykys, deutsch ‚süß‘ und altgriech. αἷμα haima, deutsch ‚Blut‘) (auch Postkulinarische Lethargie) (früher auch als reaktive oder funktionelle Hypoglykämie bezeichnet) beschreibt ein starkes Absinken des Blutzuckerspiegels wenige Stunden nach Verzehr einer Mahlzeit, die sich überwiegend aus kurzkettigen Kohlenhydraten zusammensetzt. Die gebräuchlichen Bezeichnungen sind Verdauungsschlaf sowie die umgangssprachlichen Ausdrücke Suppen-, Schnitzel- oder Fresskoma.

## Entstehung
Der Entstehung einer postprandialen Hypoglykämie können verschiedene Störungen zugrunde liegen, beispielsweise:
- eine überhöhte Insulin-Sekretion, die durch eine verminderte Insulin-Sensitivität bedingt sein kann
- eine beschleunigte Magenentleerung infolge einer Magenoperation oder bei intestinalen Motilitätsstörungen
- eine renale Glukosurie, bei der Traubenzucker mit dem Harn ausgeschieden wird.

## Symptomatik
Die Symptomatik entspricht den allgemein für hypoglykämische Zustände typischen neurologischen Auffälligkeiten.
Davon abzugrenzen ist das adrenerge postprandiale Syndrom (APS), bei dem bereits vor Absinken des Blutzuckerspiegels eine heftige sympathische „Gegenregulation“ stattfindet, die sich in Form von Schwitzen, Zittern, Herzklopfen, Ängstlichkeit und Übelkeit zeigen kann. Worauf diese Störung des vegetativen Nervensystems beruht, ist bislang noch unklar.
Eine adrenerge Symptomatik ähnlicher Art findet sich auch beim Dumping-Syndrom, das sich zudem durch Völle- und Druckgefühl, Übelkeit, Rumoren im Oberbauch  und Blutdruckstörungen verbunden mit Tachykardie oder Bradykardie auszeichnet. Es werden zwei verschiedene Formen unterschieden:
- das in 10–15 % der Fälle nach resezierenden Magenoperationen auftretenden Früh-Dumping-Syndrom (auch jejunales hyperosmolares Syndrom genannt), bei dem innerhalb von 30 Minuten nach Aufnahme hochkonzentrierter Kohlenhydrate diese osmotisch große Mengen Wasser im Dünndarm binden
- und das Spät-Dumping-Syndrom, das zu einfacher postprandialer Hypoglykämie führt.